# Rychlobruslení na Zimních olympijských hrách 1992
Závody v rychlobruslení se na Zimních olympijských hrách 1992 v Albertville uskutečnily ve dnech 8.–23. února 1992 na dráze Stade de Patinage Olympique. Jednalo se o poslední olympijské závody v rychlobruslení, které se konaly na venkovní otevřené dráze.

## Přehled

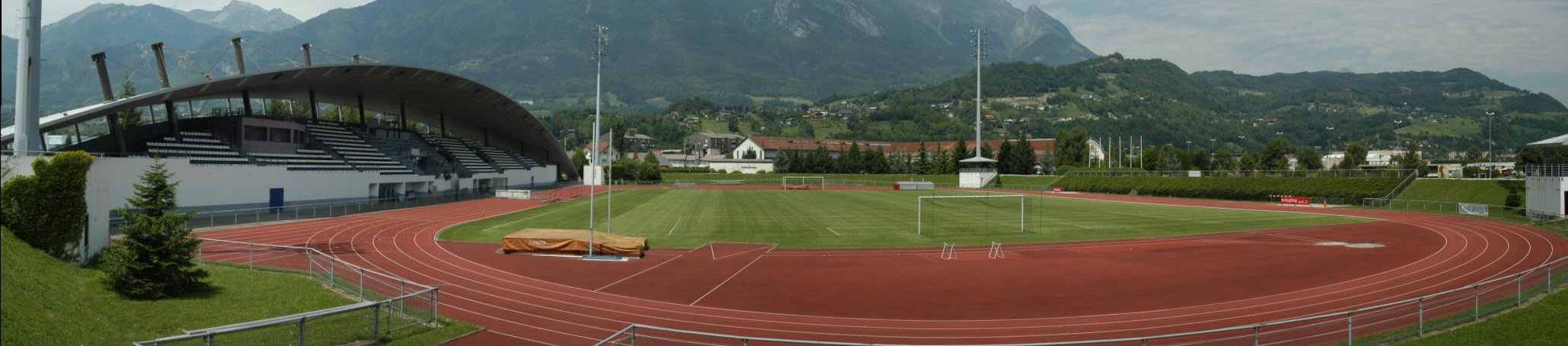
Dnešní podoba Stade de Patinage Olympique po přestavbě na atletický ovál s fotbalovým hřištěm

V Albertville bylo na programu celkem 10 závodů, pět pro muže a pět pro ženy. Muži startovali na tratích 500 m, 1000 m, 1500 m, 5000 m a 10 000 m, ženy na tratích 500 m, 1000 m, 1500 m, 3000 m a 5000 m.

## Medailové pořadí zemí
| Pořadí  | Země                         | Zlato | Stříbro | Bronz | Celkově |
| ------- | ---------------------------- | ----- | ------- | ----- | ------- |
| 1.      | Německo (GER)                | 5     | 3       | 3     | 11      |
| 2.      | Norsko (NOR)                 | 2     | 2       | 1     | 5       |
| 3.      | Spojené státy americké (USA) | 2     | 0       | 0     | 2       |
| 4.      | Nizozemsko (NED)             | 1     | 1       | 2     | 4       |
| 5.      | Čína (CHN)                   | 0     | 2       | 0     | 2       |
| 6.      | Japonsko (JPN)               | 0     | 1       | 3     | 4       |
| 7.      | Jižní Korea (KOR)            | 0     | 1       | 0     | 1       |
| 8.      | Rakousko (AUT)               | 0     | 0       | 1     | 1       |
| Celkově | Celkově                      | 10    | 10      | 10    | 30      |

## Muži

### 500 m
| Pořadí           | Jméno            | Země                   | Čas   | Ztráta |
| ---------------- | ---------------- | ---------------------- | ----- | ------ |
| Zlatá medaile    | Uwe-Jens Mey     | Německo                | 37,14 | 0,00   |
| Stříbrná medaile | Tošijuki Kuroiwa | Japonsko               | 37,18 | +0,01  |
| Bronzová medaile | Džun’iči Inoue   | Japonsko               | 37,26 | +0,12  |
| 4.               | Dan Jansen       | Spojené státy americké | 37,46 | +0,32  |
| 5.               | Gerard van Velde | Nizozemsko             | 37,49 | +0,35  |
| 5.               | Jasunori Mijabe  | Japonsko               | 37,49 | +0,35  |
| 7.               | Alexandr Golubev | Sjednocený tým         | 37,51 | +0,37  |
| 8.               | Igor Železovskij | Sjednocený tým         | 37,57 | +0,43  |
| 9.               | Sung Čchen       | Čína                   | 37,58 | +0,44  |
| 10.              | Kim Jun-man      | Jižní Korea            | 37,60 | +0,46  |
|                  |                  |                        |       |        |
| 39.              | Jiří Kyncl       | Československo         | 40,92 | +3,78  |
| 41.              | Jiří Musil       | Československo         | 42,20 | +5,06  |

### 1000 m
| Pořadí           | Jméno            | Země           | Čas     | Ztráta |
| ---------------- | ---------------- | -------------- | ------- | ------ |
| Zlatá medaile    | Olaf Zinke       | Německo        | 1:14,85 | 0,00   |
| Stříbrná medaile | Kim Jun-man      | Jižní Korea    | 1:14,86 | +0,01  |
| Bronzová medaile | Jukinori Mijabe  | Japonsko       | 1:14,92 | +0,07  |
| 4.               | Gerard van Velde | Nizozemsko     | 1:14,93 | +0,08  |
| 5.               | Peter Adeberg    | Německo        | 1:15,04 | +0,19  |
| 6.               | Igor Železovskij | Sjednocený tým | 1:15,05 | +0,20  |
| 7.               | Guy Thibault     | Kanada         | 1:15,36 | +0,51  |
| 8.               | Nikolaj Guljajev | Sjednocený tým | 1:15,46 | +0,61  |
| 9.               | Tošijuki Kuroiwa | Japonsko       | 1:15,56 | +0,71  |
| 10.              | Falko Zandstra   | Nizozemsko     | 1:15,57 | +0,72  |

### 1500 m
| Pořadí           | Jméno            | Země           | Čas     | Ztráta |
| ---------------- | ---------------- | -------------- | ------- | ------ |
| Zlatá medaile    | Johann Olav Koss | Norsko         | 1:54,81 | 0,00   |
| Stříbrná medaile | Ådne Søndrål     | Norsko         | 1:54,85 | +0,04  |
| Bronzová medaile | Leo Visser       | Nizozemsko     | 1:54,90 | +0,09  |
| 4.               | Rintje Ritsma    | Nizozemsko     | 1:55,70 | +0,89  |
| 5.               | Bart Veldkamp    | Nizozemsko     | 1:56,33 | +1,52  |
| 6.               | Olaf Zinke       | Německo        | 1:56,74 | +1,93  |
| 7.               | Falko Zandstra   | Nizozemsko     | 1:56,96 | +2,15  |
| 8.               | Geir Karlstad    | Norsko         | 1:56,98 | +2,17  |
| 9.               | Jukinori Mijabe  | Japonsko       | 1:56,99 | +2,18  |
| 10.              | Igor Železovskij | Sjednocený tým | 1:57,24 | +2,43  |

### 5000 m
| Pořadí           | Jméno              | Země                   | Čas     | Ztráta |
| ---------------- | ------------------ | ---------------------- | ------- | ------ |
| Zlatá medaile    | Geir Karlstad      | Norsko                 | 6:59,97 | 0,00   |
| Stříbrná medaile | Falko Zandstra     | Nizozemsko             | 7:02,28 | +2,31  |
| Bronzová medaile | Leo Visser         | Nizozemsko             | 7:04,96 | +4,99  |
| 4.               | Frank Dittrich     | Německo                | 7:06,33 | +6,36  |
| 5.               | Bart Veldkamp      | Nizozemsko             | 7:08,00 | +8,03  |
| 6.               | Eric Flaim         | Spojené státy americké | 7:11,15 | +11,18 |
| 7.               | Johann Olav Koss   | Norsko                 | 7:11,32 | +11,35 |
| 8.               | Jevgenij Sanarov   | Sjednocený tým         | 7:11,38 | +11,41 |
| 9.               | Jonas Schön        | Švédsko                | 7:12,15 | +12,18 |
| 10.              | Michael Hadschieff | Rakousko               | 7:12,97 | +13,00 |
|                  |                    |                        |         |        |
| 27.              | Jiří Kyncl         | Československo         | 7:27,78 | +27,81 |
| 30.              | Jiří Musil         | Československo         | 7:29,91 | +29,94 |

### 10 000 m
| Pořadí           | Jméno              | Země           | Čas      | Ztráta   |
| ---------------- | ------------------ | -------------- | -------- | -------- |
| Zlatá medaile    | Bart Veldkamp      | Nizozemsko     | 14:12,12 | 0,00     |
| Stříbrná medaile | Johann Olav Koss   | Norsko         | 14:14,58 | +2,46    |
| Bronzová medaile | Geir Karlstad      | Norsko         | 14:18,13 | +6,01    |
| 4.               | Robert Vunderink   | Nizozemsko     | 14:22,92 | +10,80   |
| 5.               | Kazuhiro Sato      | Japonsko       | 14:28,30 | +16,18   |
| 6.               | Michael Hadschieff | Rakousko       | 14:28,80 | +16,68   |
| 7.               | Per Bengtsson      | Švédsko        | 14:35,58 | +23,46   |
| 8.               | Steinar Johansen   | Norsko         | 14:36,09 | +23,97   |
| 9.               | Roberto Sighel     | Itálie         | 14:38,23 | +26,11   |
| 10.              | Jevgenij Sanarov   | Sjednocený tým | 14:38,99 | +26,87   |
|                  |                    |                |          |          |
| 25.              | Jiří Kyncl         | Československo | 15:03,97 | +51,85   |
| 28.              | Jiří Musil         | Československo | 15:14,18 | +1:02,06 |

## Ženy

### 500 m
| Pořadí           | Jméno                | Země                   | Čas   | Ztráta |
| ---------------- | -------------------- | ---------------------- | ----- | ------ |
| Zlatá medaile    | Bonnie Blairová      | Spojené státy americké | 40,33 | 0,00   |
| Stříbrná medaile | Jie Čchiao-po        | Čína                   | 40,51 | +0,18  |
| Bronzová medaile | Christa Ludingová    | Německo                | 40,57 | +0,24  |
| 4.               | Monique Garbrechtová | Německo                | 40,63 | +0,30  |
| 5.               | Christine Aaftinková | Nizozemsko             | 40,66 | +0,33  |
| 6.               | Susan Auchová        | Kanada                 | 40,83 | +0,50  |
| 7.               | Kjóko Šimazakiová    | Japonsko               | 40,98 | +0,65  |
| 8.               | Angela Haucková      | Německo                | 41,10 | +0,77  |
| 9.               | Ju Sun-hi            | Jižní Korea            | 41,28 | +0,95  |
| 10.              | Anke Baierová        | Německo                | 41,30 | +0,97  |

### 1000 m
| Pořadí           | Jméno                 | Země                   | Čas     | Ztráta |
| ---------------- | --------------------- | ---------------------- | ------- | ------ |
| Zlatá medaile    | Bonnie Blairová       | Spojené státy americké | 1:21,90 | 0,00   |
| Stříbrná medaile | Jie Čchiao-po         | Čína                   | 1:21,92 | +0,02  |
| Bronzová medaile | Monique Garbrechtová  | Německo                | 1:22,10 | +0,20  |
| 4.               | Christine Aaftinková  | Nizozemsko             | 1:22,60 | +0,70  |
| 5.               | Seiko Hašimotová      | Japonsko               | 1:22,63 | +0,73  |
| 6.               | Mihaela Dascăluová    | Rumunsko               | 1:22,85 | +0,95  |
| 7.               | Jelena Ťjušnijakovová | Sjednocený tým         | 1:22,97 | +1,07  |
| 8.               | Christa Ludingová     | Německo                | 1:23,06 | +1,16  |
| 9.               | Anke Baierová         | Německo                | 1:23,31 | +1,41  |
| 10.              | Emese Hunyadyová      | Rakousko               | 1:23,40 | +1,50  |

### 1500 m
| Pořadí           | Jméno                | Země           | Čas     | Ztráta |
| ---------------- | -------------------- | -------------- | ------- | ------ |
| Zlatá medaile    | Jacqueline Börnerová | Německo        | 2:05,87 | 0,00   |
| Stříbrná medaile | Gunda Niemannová     | Německo        | 2:05,92 | +0,05  |
| Bronzová medaile | Seiko Hašimotová     | Japonsko       | 2:06,88 | +1,01  |
| 4.               | Natalja Polozkovová  | Sjednocený tým | 2:07,12 | +1,25  |
| 5.               | Monique Garbrechtová | Německo        | 2:07,24 | +1,37  |
| 6.               | Světlana Bažanovová  | Sjednocený tým | 2:07,81 | +1,94  |
| 7.               | Emese Hunyadyová     | Rakousko       | 2:08,28 | +2,31  |
| 8.               | Heike Warnickeová    | Německo        | 2:08,52 | +2,65  |
| 9.               | Carla Zijlstraová    | Nizozemsko     | 2:08,54 | +2,67  |
| 10.              | Ljudmila Prokaševová | Sjednocený tým | 2:08,71 | +2,84  |

### 3000 m
| Pořadí           | Jméno                | Země           | Čas     | Ztráta |
| ---------------- | -------------------- | -------------- | ------- | ------ |
| Zlatá medaile    | Gunda Niemannová     | Německo        | 4:19,90 | 0,00   |
| Stříbrná medaile | Heike Warnickeová    | Německo        | 4:22,88 | +2,98  |
| Bronzová medaile | Emese Hunyadyová     | Rakousko       | 4:24,64 | +4,74  |
| 4.               | Carla Zijlstraová    | Nizozemsko     | 4:27,18 | +7,28  |
| 5.               | Světlana Bojková     | Sjednocený tým | 4:28,00 | +8,10  |
| 6.               | Yvonne van Gennipová | Nizozemsko     | 4:28,10 | +8,20  |
| 7.               | Světlana Bažanovová  | Sjednocený tým | 4:28,19 | +8,29  |
| 8.               | Jacqueline Börnerová | Německo        | 4:28,52 | +8,62  |
| 9.               | Lia van Schieová     | Nizozemsko     | 4:30,57 | +10,67 |
| 10.              | Ljudmila Prokaševová | Sjednocený tým | 4:30,76 | +10,86 |

### 5000 m
| Pořadí           | Jméno                | Země           | Čas     | Ztráta |
| ---------------- | -------------------- | -------------- | ------- | ------ |
| Zlatá medaile    | Gunda Niemannová     | Německo        | 7:31,57 | 0,00   |
| Stříbrná medaile | Heike Warnickeová    | Německo        | 7:37,59 | +6,02  |
| Bronzová medaile | Claudia Pechsteinová | Německo        | 7:39,80 | +8,23  |
| 4.               | Carla Zijlstraová    | Nizozemsko     | 7:41,10 | +9,53  |
| 5.               | Ljudmila Prokaševová | Sjednocený tým | 7:41,65 | +10,08 |
| 6.               | Světlana Bojková     | Sjednocený tým | 7:44,19 | +12,62 |
| 7.               | Světlana Bažanovová  | Sjednocený tým | 7:45,55 | +13,98 |
| 8.               | Lia van Schieová     | Nizozemsko     | 7:46,94 | +15,37 |
| 9.               | Seiko Hašimotová     | Japonsko       | 7:47,65 | +16,08 |
| 10.              | Elena Belciová       | Itálie         | 7:50,42 | +18,85 |

## Program
| Den    | Datum          | Závod         |
| ------ | -------------- | ------------- |
| den 2  | 9. února 1992  | 3000 m ženy   |
| den 3  | 10. února 1992 | 500 m ženy    |
| den 5  | 12. února 1992 | 1500 m ženy   |
| den 6  | 13. února 1992 | 5000 m muži   |
| den 7  | 14. února 1992 | 1000 m ženy   |
| den 8  | 15. února 1992 | 500 m muži    |
| den 9  | 16. února 1992 | 1500 m muži   |
| den 10 | 17. února 1992 | 5000 m ženy   |
| den 11 | 18. února 1992 | 1000 m muži   |
| den 13 | 20. února 1992 | 10 000 m muži |

## Zúčastněné země
- Austrálie (2)
- Československo (2)
- Čína (10)
- Finsko (3)
- Francie (1)
- Itálie (4)
- Japonsko (15)
- Jižní Korea (5)
- Jugoslávie (2)
- Kanada (9)
- Maďarsko (2)
- Mongolsko (2)
- Německo (14)
- Nizozemsko (14)
- Norsko (8)
- Polsko (4)
- Rakousko (3)
- Rumunsko (3)
- Severní Korea (5)
- Sjednocený tým (19)
- Velká Británie (1)
- Spojené státy americké (19)
- Švédsko (8)

### Československá výprava
Československou výpravu vedl trenér Petr Novák a tvořili ji dva muži:
- Jiří Kyncl – 500 m (39. místo), 5000 m (27. místo), 10 000 m (25. místo)
- Jiří Musil – 500 m (41. místo), 5000 m (30. místo), 10 000 m (28. místo)